# Видниц
Видниц (нем. Wiednitz; в.-луж. Wětnica) — деревня в немецкой федеральной земле Саксония. С 1 января 2012 года входит в состав города Бернсдорф, расположенного в районе Баутцен административного округа Дрезден. Подчиняется управлению Бернсдорф. По состоянию на 5 февраля 2022 года население составляет 950 человек. Площадь — 15,94 км². Официальный код — 14 2 92 590.

## История
Первое упоминание о деревне было задокументировано в свидетельстве об освящении церкви Каменц как "Видниц" в 1225 году. 
В 1679 году в деревне произошëл пожар, который полностью уничтожил деревню. 
В 1909 году на территории деревни были открыты месторождения бурого угля.
1 января 2012 года деревня стала частью города Бернсдорф